# Dylan Esmel
Dylan Akpess Esmel (* 20. März 1998 in Ahouya-Dabou, Elfenbeinküste) ist ein deutsch-ivorischer Fußballspieler.

## Karriere
Esmel begann seine Karriere bei Borussia Dortmund. 2010 wechselte er in die Jugendabteilung des VfL Bochum, wo er für die U-17-Mannschaft des Vereins spielte. Von 2013 bis 2017 spielte er beim VfB Stuttgart, für dessen U-17 sowie U-19 er zum Einsatz kam. Zum 1. August 2017 wechselte Esmel zum 1. FC Kaiserslautern. Nachdem er in 17 Spielen in der Oberliga Rheinland-Pfalz/Saar sechs Tore und zehn Vorlagen beisteuerte, kam er am 16. Dezember 2017 zum ersten Mal für die Profimannschaft in der 2. Bundesliga zu einem Kurzeinsatz. Er wurde beim 1:1-Unentschieden gegen den 1. FC Nürnberg in der 82. Minute für Nicklas Shipnoski eingewechselt. Am 6. Januar 2018 gab der 1. FC Kaiserslautern bekannt, dass Esmel einen Profivertrag bis 2021 unterschrieben hat. Der FCK stieg am Saisonende 2017/18 aus der zweiten Liga ab. Am 2. August 2018 zog sich Esmel im Training einen Riss des vorderen Kreuzbandes im rechten Knie zu; er fiel monatelang aus. Am 13. Februar 2019 wurde bekannt, dass sich Esmel kurz nach Wiedergenesung in einem U21-Testspiel erneut einen Kreuzbandriss sowie einen Meniskusschaden zugezogen hat. Er fiel ein weiteres Jahr komplett aus. Zur Saison 2021/22 wechselte Esmel in die Regionalliga Südwest zum FC Rot-Weiß Koblenz. Dort absolvierte er 15 Pflichtspiele mit 3 erzielten Toren, ehe Esmel schon in der folgenden Winterpause weiter zum Oberligisten Eintracht Trier ging. Am Ende der Spielzeit stieg er zwar mit dem Verein in die Regionalliga Südwest auf, doch sein Vertrag wurde nicht weiter verlängert. In der Sommerpause wurde er dann von ehemaligen Ligarivalen TuS Koblenz verpflichtet. Nach drei Jahren wechselte Esmel dann weiter zum ebenfalls in der gleichen Oberliga spielenden neu gegründeten Fusionsverein FC Emmelshausen-Karbach.